# 丝鳍沙鲽
丝鳍沙鲽（学名：Samariscus filipectoralis）为輻鰭魚綱鰈形目鰈亞目冠鲽科沙鲽属的鱼类。分布于台湾西南高雄、东港及南湾等近海等，為亞熱帶海水魚，棲息在底層水域，生活習性不明。该物种的模式产地在高雄、东港等。